# Seis Naciones Femenino 2015
El Seis Naciones Femenino de 2015 fue la vigésima edición del principal torneo de rugby femenino europeo.

## Participantes
- Escocia
- Francia
- Gales
- Inglaterra
- Irlanda
- Italia

## Clasificación
| Pos. | País       | Partidos | Partidos | Partidos  | Partidos | Anotación | Anotación | Anotación  | Puntos |
| Pos. | País       | Jugados  | Ganados  | Empatados | Perdidos | A favor   | En contra | Diferencia | Puntos |
| ---- | ---------- | -------- | -------- | --------- | -------- | --------- | --------- | ---------- | ------ |
| 1    | Irlanda    | 5        | 4        | 0         | 1        | 139       | 26        | +113       | 8      |
| 2    | Francia    | 5        | 4        | 0         | 1        | 113       | 44        | +69        | 8      |
| 3    | Italia     | 5        | 3        | 0         | 2        | 82        | 94        | -12        | 6      |
| 4    | Inglaterra | 5        | 2        | 0         | 3        | 104       | 65        | +39        | 4      |
| 5    | Gales      | 5        | 2        | 0         | 3        | 64        | 73        | -9         | 4      |
| 6    | Escocia    | 5        | 0        | 0         | 5        | 27        | 227       | -200       | 0      |

## Resultados
| 6 de febrero | Italia | 5 - 30 | Irlanda |  |  |

| 7 de febrero | Francia | 42 - 0 | Escocia |  |  |

| 8 de febrero | Gales | 13 - 0 | Inglaterra |  |  |

| 13 de febrero | Irlanda | 5 - 10 | Francia |  |  |

| 14 de febrero | Escocia | 3 - 39 | Gales |  |  |

| 15 de febrero | Inglaterra | 39 - 7 | Italia |  |  |

| 27 de febrero | Francia | 28 - 7 | Gales |  |  |

| 27 de febrero | Irlanda | 11 - 8 | Inglaterra |  |  |

| 1 de marzo | Escocia | 8 - 31 | Italia |  |  |

| 13 de marzo | Inglaterra | 42 - 13 | Escocia |  |  |

| 14 de marzo | Italia | 17 - 12 | Francia |  |  |

| 15 de marzo | Gales | 0 - 20 | Irlanda |  |  |

| 21 de marzo | Inglaterra | 15 - 21 | Francia |  |  |

| 21 de marzo | Italia | 22 - 5 | Gales |  |  |

| 22 de marzo | Escocia | 3 - 73 | Irlanda |  |  |

| Bandera de Irlanda |
| Campeón Irlanda    |
| Segundo título     |